# Al-Dżazrunijja
Al-Dżazrunijja (arab. الجزرونية) – wieś w Syrii, w muhafazie Aleppo, w dystrykcie Afrin. W 2004 roku liczyła 130 mieszkańców.